# Luncușoara, Suceava
Luncușoara (germană Lunkuschora) este un sat în comuna Udești din județul Suceava, Bucovina, România.
 Acest articol despre o localitate din județul Suceava este deocamdată un ciot. Puteți ajuta Wikipedia prin completarea lui.